# 가화초등학교
가화초등학교는 대한민국 전라남도 고흥군 도화면 천마로 1967-4 (가화리)에 있었던 공립 초등학교이다.

## 연혁
- 1968년 9월 1일 도화국민학교 가화분교장
- 1972년 3월 1일 가화국민학교 승격
- 1996년 3월 1일 가화초등학교로 개칭
- 1998년 3월 1일 도화초등학교에 통합, 폐교(25회 1413명 졸업)